# Ghana aux Jeux olympiques d'été de 2008
Le Ghana participe aux Jeux olympiques d'été de 2008 à Pékin.

## Athlétisme

### Hommes
| Athlète     | Épreuve    | Séries | Séries | Quarts de finale | Quarts de finale | Demi-finales | Demi-finales | Finale | Finale |
| Athlète     | Épreuve    | Temps  | Rang   | Temps            | Rang             | Temps        | Rang         | Temps  | Rang   |
| ----------- | ---------- | ------ | ------ | ---------------- | ---------------- | ------------ | ------------ | ------ | ------ |
| Aziz Zakari | 100 mètres | 10.34  | 4e     | 10.24            | 5e               | -            | -            | -      | -      |
| Seth Amoo   | 200 mètres | 20.91  | 4e     | -                | -                | -            | -            | -      | -      |

### Femmes
| Épreuve    | Athlète   | Séries   | Séries | Quarts de finale | Quarts de finale | Demi-finales | Demi-finales | Finale   | Finale |
| Épreuve    | Athlète   | Résultat | Rang   | Résultat         | Rang             | Résultat     | Rang         | Résultat | Rang   |
| ---------- | --------- | -------- | ------ | ---------------- | ---------------- | ------------ | ------------ | -------- | ------ |
| 100 mètres | Vida Anim | 11.47    | 2e Q   | 11.32            | 3e Q             | 11.51        | 8e           | -        | -      |
| 200 mètres | Vida Anim | NP       | /      | -                | -                | -            | -            | -        | -      |

### Boxe
| Athlète         | Catégorie                  | 16e de finale            | 8e de finale           | Quart de finale     | Demi-finale         | Finale              |
| Athlète         | Catégorie                  | Adversaire Résultat      | Adversaire Résultat    | Adversaire Résultat | Adversaire Résultat | Adversaire Résultat |
| --------------- | -------------------------- | ------------------------ | ---------------------- | ------------------- | ------------------- | ------------------- |
| Manyo Plange    | Poids mi-mouches (-48kg)   | Tanamor Victoire 6-3     | Carvalho Défaite 12-21 | -                   | -                   | -                   |
| Issa Samir      | Poids coqs (-54Kg)         | Manzanilla Défaite 10-13 | -                      | -                   | -                   | -                   |
| Prince Dzanie   | Poids plumes (-57Kg)       | Torriente Défaite 2-11   | -                      | -                   | -                   | -                   |
| Samuel Neequaye | Poids super-légers (-64Kg) | Saunders Défaite KO 1    | -                      | -                   | -                   | -                   |
| Ahmed Saraku    | Poids moyens (-75Kg)       | Hakobyan Défaite 8-14    | -                      | -                   | -                   | -                   |
| Samir Bastie    | Poids mi-lourds (-81Kg)    | Izobo Victoire RSC 3     | Silva Défaite 7-9      | -                   | -                   | -                   |

## Liste des médaillés

### Médailles d'Or
| Sport            | Discipline | Sportifs | Performance |
| Médailles d'or : |            |          |             |

### Médailles d'Argent
| Sport                | Discipline | Sportifs | Performance |
| Médailles d'argent : |            |          |             |

### Médailles de Bronze
| Sport                 | Discipline | Sportifs | Performance |
| Médailles de bronze : |            |          |             |